# Lista de herdeiros do trono monegasco
Esta é uma lista de indivíduos que foram, em dado período de tempo, considerados os herdeiros do trono do Principado de Mónaco (1297-presente), em caso de abdicação ou morte do monarca incumbente. Os herdeiros (presuntivos ou aparentes) que, de fato, sucederam ao monarca monegasco são representados em negrito.
A lista inclui nobres a partir de 1604, quando o reino foi elevado a condição de Principado - sendo ainda hoje um dos dois únicos Estados monárquicos contemporâneos a ostentar tal título (juntamente com Liechtenstein). Entretanto, o atual Mónaco já vinha sendo um Estado monárquico soberano desde 1297 quando conquistou sua independência com relação a República de Gênova. Até 1427, o principado era efetivamente um trono governado por três senhores simultaneamente; após João I se tornar o governante único, tentou manter uma sucessão hereditária agnática dentro da Casa de Grimaldi. As novas leis sucessórias previam que enquanto uma mulher pudesse herdar o trono na ausência de herdeiros masculinos, deveria casar-se com um parente na mesma casa dinástica para assegurar a permanência dos Grimaldi no trono. A primeira mulher soberana de Mónaco, Cláudia Grimaldi, abdicou do trono em favor de seu primo e posteriormente contraiu matrimônio com este. 

## Herdeiros ao trono monegasco
| Monarca        | Herdeiro                              | Condição            | Relação com o monarca | Período                 | Período                 |
| -------------- | ------------------------------------- | ------------------- | --------------------- | ----------------------- | ----------------------- |
| Honorato II    | Princesa Giovanna                     | Herdeira presuntiva | Irmã                  | 29 de novembro de 1604  | 26 de dezembro de 1623  |
| Honorato II    | Hércules, Marquês de Baux             | Herdeiro aparente   | Filho                 | 26 de dezembro de 1623  | 2 de agosto de 1651     |
| Honorato II    | Luís, Marquês de Baux                 | Herdeiro aparente   | Filho                 | 2 de agosto de 1651     | 10 de janeiro de 1662   |
| Luís I         | António, Marquês de Baux              | Herdeiro aparente   | Filho                 | 10 de janeiro de 1662   | 3 de janeiro de 1701    |
| António I      | Princesa Luísa Hipólita               | Herdeira presuntiva | Filha                 | 3 de janeiro de 1701    | 20 de fevereiro de 1731 |
| Luísa Hipólita | Honorato, Marquês de Baux             | Herdeiro aparente   | Filho                 | 20 de fevereiro de 1731 | 7 de novembro de 1733   |
| Honorato III   | Carlos, Conde de Carladès             | Herdeiro presuntivo | Irmão                 | 8 de novembro de 1733   | 24 de agosto de 1749    |
| Honorato III   | Carlos Maurício, Conde de Valentinois | Herdeiro presuntivo | Irmão                 | 24 de agosto de 1749    | 17 de maio de 1758      |
| Honorato III   | Honorato, Marquês de Baux             | Herdeiro aparente   | Filho                 | 17 de maio de 1758      | 21 de março de 1795     |
| Honorato IV    | Honorato, Marquês de Baux             | Herdeiro aparente   | Filho                 | 21 de março de 1795     | 16 de fevereiro de 1819 |
| Honorato V     | Príncipe Florestan                    | Herdeiro presuntivo | Irmão                 | 16 de fevereiro de 1819 | 2 de outubro de 1841    |
| Florestan I    | Carlos, Marquês de Baux               | Herdeiro aparente   | Filho                 | 2 de outubro de 1841    | 20 de junho de 1856     |
| Carlos III     | Príncipe Hereditário Alberto          | Herdeiro aparente   | Filho                 | 20 de junho de 1856     | 10 de setembro de 1889  |
| Alberto I      | Príncipe Hereditário Luís             | Herdeiro aparente   | Filho                 | 10 de setembro de 1889  | 26 de junho de 1922     |
| Luís II        | Princesa Hereditária Carlota          | Herdeira presuntiva | Filha                 | 26 de junho de 1922     | 30 de maio de 1944      |
| Luís II        | Príncipe Hereditário Rainier'         | Herdeiro aparente   | Neto                  | 30 de maio de 1944      | 9 de maio de 1949       |
| Rainier III    | Carlota, Duquesa de Valentinois       | Herdeira presuntiva | Mãe                   | 9 de maio de 1949       | 23 de janeiro de 1957   |
| Rainier III    | Carolina, Princesa de Hanôver         | Herdeira presuntiva | Filha                 | 23 de janeiro de 1957   | 14 de março de 1958     |
| Rainier III    | Alberto, Marquês de Baux              | Herdeiro aparente   | Filho                 | 14 de março de 1958     | 6 de abril de 2005      |
| Alberto II     | Carolina, Princesa de Hanôver         | Herdeira presuntiva | Irmã                  | 6 de abril de 2005      | 10 de dezembro de 2014  |
| Alberto II     | Gabriela, Condessa de Carladès        | Herdeira presuntiva | Filha                 | 10 de dezembro de 2014  | 10 de dezembro de 2014  |
| Alberto II     | Príncipe Hereditário Jaime            | Herdeiro aparente   | Filho                 | 10 de dezembro de 2014  | Incumbente              |